# Kosuty (województwo lubelskie)
Kosuty – wieś w Polsce, położona w województwie lubelskim, w powiecie łukowskim, w gminie Stanin. Obok miejscowości przepływa Wilkojadka, niewielka rzeka dorzecza Wisły.
| SIMC    | Nazwa          | Rodzaj     |
| ------- | -------------- | ---------- |
| 0689480 | Kolonia Kosuty | kolonia    |
| 0689496 | Kujawy         | kolonia    |
| 0689504 | Kujawy         | osada      |
| 0689510 | Pólka          | przysiółek |

Wieś szlachecka Koszuty położona była w drugiej połowie XVI wieku w ziemi łukowskiej województwa lubelskiego.
W latach 1954–1959 wieś należała i była siedzibą władz gromady Kosuty, po jej zniesieniu w gromadzie Stanin, którą przekształcono na gminę. W latach 1975–1998 miejscowość administracyjnie należała do województwa siedleckiego.
Wieś stanowi sołectwo w gminie Stanin. Według Narodowego Spisu Powszechnego z roku 2011 wieś liczyła 585 mieszkańców.
Wierni Kościoła rzymskokatolickiego należą do parafii Trójcy Świętej w Staninie.